# Saint-Omer (Calvados)
Saint-Omer – miejscowość i gmina we Francji, w regionie Normandia, w departamencie Calvados.
Według danych na rok 1990 gminę zamieszkiwały 142 osoby, a gęstość zaludnienia wynosiła 18 osób/km² (wśród 1815 gmin Dolnej Normandii Saint-Omer plasuje się na 744. miejscu pod względem liczby ludności, natomiast pod względem powierzchni na miejscu 654.).